# Núria Quevedo
Pour les articles homonymes, voir Quevedo.
Núria Quevedo Teixidó, née à Barcelone en 1938, est une artiste espagnole ayant fait carrière en Allemagne, exilée durant la dictature franquiste.

## Biographie
Elle est née durant la guerre d'Espagne, issue d'une famille engagée pour la République espagnole. Son père est aviateur de l'Armée populaire de la République. Sa famille s'exile peu de temps en France, à la suite de la Retirada, en 1939.
Adhérente au Parti Communiste d'Espagne, elle emménage avec sa famille à Berlin-Est en 1952 où elle réside dès l'âge de 15 ans.
Élève de l'École Supérieure d'Arts Visuels et Appliqués de Weißensee, avec Werner Klemke comme professeur, elle est en Allemagne une artiste réputée.
Elle expose son œuvre pour la première fois en Catalogne en 2006, à Sant Feliu de Guíxols.